# Bufo cryptotympanicus
Bufo cryptotympanicus es una especie de anfibio anuro de la familia Bufonidae.

## Distribución geográfica
Esta especie habita entre los 450 y 1870 m de altitud:
- en el sur de China en las provincias de Guangxi, Guangdong y Yunnan;
- en el norte de Vietnam en la provincia de Lào Cai en el Monte Fansipan.[4]

Vive en el bosque, no se vieron especímenes en lugares abiertos.

## Publicación original
- Liu & Hu, 1962 : A Herpetological report of Kwangxi. Acta Herpetologica Sinica, vol. 14, p. 73-104.[5]